# Guntis Osis
Guntis Osis   (Talsi, 30 d'octubre de 1962) és un pilot de bob letó, ja retirat, que va competir sota bandera de la Unió Soviètica durant la dècada de 1980.
El 1988 va prendre part en els Jocs Olímpics d'Hivern de Calgary, on guanyà la medalla de bronze en la prova de bobs a quatre del programa de bob. Formà equip amb Jānis Ķipurs, Juris Tone i Vladimir Koslov.
Una sanció per dopatge el 1989 posà punt-i-final a la seva carrera esportiva.